# Miguel Gutiérrez (football, 2001)
Pour les articles homonymes, voir Miguel Gutiérrez.
Miguel Gutiérrez, né le 27 juillet 2001 à Madrid en Espagne, est un footballeur espagnol qui évolue au poste d'arrière gauche à la SSC Naples.

## Biographie

### En club
Né à Madrid en Espagne, Miguel Gutiérrez est formé par le Getafe CF avant de rejoindre en 2011 le Real Madrid CF. En juillet 2017 il est courtisé par José Mourinho, alors entraîneur de Manchester United, mais le jeune joueur de 16 ans décide de rester au Real Madrid. Lors de l'été 2019 Gutiérrez est propulsé en équipe première par l'entraîneur Zinédine Zidane pour participer à l'Audi Cup, à la suite de la blessure du nouvel arrivant Ferland Mendy. Il vient renforcer le groupe pour doubler le poste de Marcelo, ce qui fait de lui le premier joueur issu de centre de formation du Real Madrid né en 2001 à intégrer l'équipe première.
Il remporte l'UEFA Youth League lors de la saison 2019-2020, étant titularisé lors de la finale contre le Benfica Lisbonne (victoire 2-3 des Madrilènes),.
Il joue son premier match en professionnel le 21 avril 2021, lors d'une rencontre de Liga face au Cádiz CF, le 12 septembre 2020. Il entre en jeu en cours de partie ce jour-là à la place de Marcelo, et son équipe s'impose par trois buts à zéro.
Le 5 août 2022, Gutiérrez quitte le Real Madrid. Il s'engage en faveur du Girona FC pour un contrat courant jusqu'en juin 2027.
Gutiérrez inscrit son premier but pour Girona le 4 mars 2023, lors d'une rencontre de championnat face au Getafe CF. Il entre en jeu à la place d'Arnau Martínez mais son équipe s'incline malgré son but (3-2 score final). 

### En sélection
Miguel Gutiérrez est sélectionné avec l'équipe d'Espagne des moins de 17 ans pour participer au championnat d'Europe des moins de 17 ans en 2018. Titulaire lors de cette compétition, il joue quatre matchs et s'illustre en inscrivant un but le 11 mai lors de la victoire des jeunes espagnols contre l'Allemagne (5-1). L'Espagne se hisse jusqu'en quarts de finale, battue par la Belgique le 14 mai (2-1).
Avec les moins de 19 ans, il participe au championnat d'Europe des moins de 19 ans en 2019. Lors de cette compétition organisée en Arménie, il ne joue qu'un seul match, étant le remplaçant de Juan Miranda le reste du temps. L'Espagne remporte le tournoi en battant le Portugal en finale.
Le 12 octobre 2021, Miguel Gutiérrez joue son premier match avec l'équipe d'Espagne espoirs face à l'Irlande du Nord. Il entre en jeu à la place de Juan Miranda et son équipe s'impose par trois buts à zéro. 

## Palmarès

### En équipe nationale
- Espagne moins de 19 ans
  - Vainqueur du championnat d'Europe des moins de 19 ans en 2019.

### En club
- Real Madrid
- UEFA Youth League
  - Vainqueur : 2019-20.
- Ligue des champions
  - Vainqueur : 2021-22

## Statistiques

### Générales
| Saison                | Club                  | Championnat           | Championnat | Championnat | Championnat | Coupe(s) nationale(s) | Coupe(s) nationale(s) | Coupe(s) nationale(s) | Supercoupe | Supercoupe | Supercoupe | Compétition(s) continentale(s) | Compétition(s) continentale(s) | Compétition(s) continentale(s) | Compétition(s) continentale(s) | Total | Total | Total |
| Saison                | Club                  | Division              | M.          | B.          | P.d.        | M.                    | B.                    | P.d.                  | M.         | B.         | P.d.       | Comp.                          | M.                             | B.                             | P.d.                           | M.    | B.    | P.d.  |
| 2020-2021             | Real Madrid           | Liga                  | 6           | 0           | 1           | -                     | -                     | -                     | -          | -          | -          | C1                             | -                              | -                              | -                              | 6     | 0     | 1     |
| 2021-2022             | Real Madrid           | Liga                  | 3           | 0           | 1           | -                     | -                     | -                     | -          | -          | -          | C1                             | 1                              | 0                              | 0                              | 4     | 0     | 1     |
| Sous-total            | Sous-total            | Sous-total            | 9           | 0           | 2           | 0                     | 0                     | 0                     | 0          | 0          | 0          | -                              | 1                              | 0                              | 0                              | 10    | 0     | 2     |
| 2022-2023             | Girona FC             | Liga                  | 34          | 2           | 4           | 2                     | 0                     | 0                     | -          | -          | -          | -                              | -                              | -                              | -                              | 36    | 2     | 4     |
| 2023-2024             | Girona FC             | Liga                  | 35          | 2           | 2           | 5                     | 0                     | 0                     | -          | -          | -          | -                              | -                              | -                              | -                              | 40    | 2     | 2     |
| 2024-2025             | Girona FC             | Liga                  | 29          | 1           | 4           | 1                     | 0                     | 0                     | -          | -          | -          | C1                             | 6                              | 1                              | 0                              | 36    | 2     | 4     |
| Sous-total            | Sous-total            | Sous-total            | 98          | 5           | 11          | 8                     | 0                     | 0                     | 0          | 0          | 0          | -                              | 6                              | 1                              | 0                              | 112   | 6     | 11    |
| Total sur la carrière | Total sur la carrière | Total sur la carrière | 107         | 5           | 13          | 8                     | 0                     | 0                     | 0          | 0          | 0          | -                              | 7                              | 1                              | 0                              | 122   | 6     | 13    |